# Rosa Posada
Rosa María Posada Chapado (Madrid, 17 de enero de 1940-ibídem, 29 de octubre de 2014) fue una abogada y política española.

## Biografía
Fue licenciada en Derecho y graduada en Derecho Comparado por la Universidad de Estrasburgo.  Fue asesora y directora del gabinete del presidente del Gobierno Adolfo Suárez, directora general de Coordinación de la Administración Central del Estado, secretaria de Estado para la Información y portavoz del Gobierno y consejera autonómica de Sanidad y Servicios Sociales (1995-1999). Ingresó en la Unión de Centro Democrático en 1978, abandonándolo en 1982 para militar en el nuevo Centro Democrático y Social (CDS). Tras dejar de militar en el CDS en 1992, ingresó en el Partido Popular (PP) en 1994.
Fue diputada de la Asamblea de Madrid por el CDS primero y por el PP después, en las legislaturas segunda, cuarta y quinta. Fue presidenta de la Asamblea de Madrid en la segunda legislatura. Era senadora por la Comunidad de Madrid, portavoz de la Comisión de Asuntos Exteriores del Senado y miembro de la Delegación Española ante la Asamblea del Consejo de Europa y ante la Unión Europea Occidental.
El 25 de enero de 2012 fue propuesta para vicepresidenta primera de la Asamblea de Madrid en sustitución de Cristina Cifuentes, que había sido nombrada delegada del Gobierno en Madrid, siendo Posada elegida por el pleno el 2 de febrero.
Falleció en Madrid el 29 de octubre de 2014, con 74 años, víctima de un cáncer de pulmón.

## Distinciones
- Gran Cruz de la Orden del Dos de Mayo (2009)[5]